# Upeneus moluccensis
 Upeneus moluccensis és una espècie de peix de la família dels múl·lids i de l'ordre dels perciformes.

## Morfologia
Els mascles poden assolir els 20 cm de longitud total.

## Distribució geogràfica
Es troba des de l'Àfrica oriental fins al sud-est d'Àsia i el nord d'Austràlia. També al Japó i Nova Caledònia. Recentment s'ha establert a la Mediterrània oriental des del Mar Roig a través del Canal de Suez.